# Бондаренко Станіслав Генадійович
Станіслав Геннадійович Бондаренко (нар. 2 липня 1985, Дніпрорудне, УРСР) — російський та український актор кіно і театру. 
Підтримує путінський режим і війну Росії проти України. Фігурант бази даних центру «Миротворець» .

## Життєпис
Станіслав Бондаренко народився 2 липня 1985 року в м. Дніпрорудне Запорізької області. У 1996 році його родина переїхала до Москви. У актора є дві сестри-близнючки — Світлана та Сніжана і старший брат Олександр. У родині Станіслав єдиний став актором.
Його мати — помічник стиліста, а трудова сфера батька пов'язана з автосервісом і будівництвом. Станіслав займався бальними танцями, ходив на карате, в той період про акторство як про професію хлопчик навіть не замислювався.
Після 9-го класу Станіслав думав вступити до медичного, куди вступив старший брат, але згодом передумав. В кінці 11-го класу вирішив, що буде актором. Проти цього виступила мати.
Танцювальну студію, де займався Станіслав, запросили на вечірній концерт ГІТІСу. Під час виступу хлопця помітив один з керівників училища, що запропонував Бондаренкові пройти прослуховування. Так Станіслав вступив до ГІТІСу, де швидко став одним з найкращих на курсі і отримував підвищену мерську стипендію. У 2006 році Станіслав закінчив ГІТІС (майстерня Теплякова і Хомського).

## Громадська позиція
У 2022 році підтримав вторгнення Росії в Україну.

## Кар'єра
Після закінчення 2006 році ГІТІСу Бондаренка прийняли до театру ім. Моссовєта, його амплуа — герой-коханець. На сцені актор грає без пафосу, легко вживаючись в сценічні образи: Ренцо в «Зарученних», Збишко в «Моралі пані Дульської», Марчелло в «Синах його коханки».
Зніматися в кіно молодий актор почав на третьому курсі. За наполяганням агента Станіслав пішов на проби серіалу «Талісман кохання», тоді він отримує одну з головних ролей — ловеласа Павла Уварова. Саме такі амплуа найчастіше втілює актор і не тільки в кіно, але і на сцені театру. Тому основна аудиторія актора — це дівчата і жінки різного віку.
Після «Талісману кохання» Станіслав отримав багато пропозицій. Наступною роллю була роль Миколи Мартинова (вбивця Лермонтова) у фільмі «З полум'я і світла». Образ сміливого, сильного, але трохи зарозумілого молодого чоловіка Бондаренко вдався. Такі персонажі, як правило, запальні і часто вступають в конфлікт з іншими через жінок. Що і сталося з Лермонтовим.
У 2008 Бондаренко виконує головну роль в серіалі «Провінціалка», він грає Марка Горіна — розбещеного сина багатих батьків, який змінюється після появи в його житті дівчини з провінції. Після «Провінціалки» було ще багато ролей. Актор активно знімається в кіно, щороку у 3-4 картинах.
В кінці 2014 року на українському каналі «Інтер» відбулася прем'єра серіалу «Поверни моє кохання», в якому Станіслав Бондаренко зіграв одну з головних ролей — художника Влада, сина та спадкоємця олігарха Сергія Орлова. Партнерами по знімальному майданчику Станіслава стали Олеся Фаттахова і Дмитрій Пчєла.
У 2015 році артист отримав центральні ролі в картинах «Анка з Молдаванки», «В ім'я любові», «Моя мама проти», а також знявся в багатосерійної біографічній драмі «Невигадані життя» з Кариною Андоленко. Бондаренка запросили на зйомки комедійного серіалу «Мамочки» від продюсерів хіта СТС «Кухня» і детектива «Провокатор», прем'єра якого відбулася в лютому 2016- го.

## Особисте життя
Зі своєю дружиною Чіплієвою Юлією Станіслав познайомився на початку 2000-х. Юлія приїхала на гастролі до Москви разом з сочинським Театром мод, а Станіслав тоді навчався в ГІТІСі. Тут вони і познайомилися. Але Станіслав загубив номер телефону дівчини, тому «повторне» знайомство відбулося дещо пізніше: на дні народження подруги. 2008 року пара одружилася, згодом народився син Марк. На початку 2015 року пара розлучилась. Про це повідомив Станіслав на своїй сторінці у «Instagram».
Дружина Ауріка. 10 листопада 2017 року народилася донька Алексія,  а в березні 2019 року - донька Міхаела.

## Вибіркова фільмографія
| Рік  | Фільм                        | Роль                                |
| ---- | ---------------------------- | ----------------------------------- |
| 2005 | Талісман кохання             | Павло Уваров, молодший син Уварових |
| 2005 | Самотність кохання           | Євген                               |
| 2006 | З полум'я і світла           | Микола Мартинов                     |
| 2006 | Капітанові діти              | Денис                               |
| 2006 | Обережно, блондинки!         | Стас                                |
| 2007 | В очікуванні дива            | Марат Бордовський                   |
| 2007 | Гріх                         | Віктор Зав'ялов                     |
| 2007 | Капкан                       | Михайло Волобуєв у молодості        |
| 2008 | Платон                       | Бандерас                            |
| 2008 | Стрітрейсери                 | Докер                               |
| 2008 | Жінка, не схильна до авантюр | Андрій Андрійович Кремньов          |
| 2009 | Провінціалка                 | Марк Зорін, головна роль            |
| 2010 | Нанолюбов                    | Артем Скворцов                      |
| 2011 | Люба. Кохання                | Микола Кірсанов, головна роль       |
| 2012 | Повезет в любви              | Костя Купавин, главная роль         |
| 2013 | Золота клітка                | Фархад Касумов, головна роль        |
| 2013 | Ілюзія щастя                 | Юрій Васільєв, головна роль         |
| 2014 | Поверни моє кохання          | Влад Орлов, головна роль            |
| 2015 | Анка с Молдованки            | Микола Васільєв, головна роль       |
| 2015 | Заради кохання               | Андрій Барінов — головна роль       |
| 2016 | Матусі                       | Степан Макаров                      |
| 2016 | Провокатор                   | Олександр Терехов                   |